# Pérdicas III da Macedónia
Pérdicas III (em grego:  Περδίκκας Γ`; ? — 359 a.C.) foi rei da Macedónia de 365 a 359 a.C., após suceder ao seu irmão Alexandre II.
Pelos cálculos de Jerônimo de Estridão, Pérdicas reinou por seis anos, de 368 a.C. a 362 a.C., sucedendo a Ptolomeu Alorita e sendo sucedido por Filipe
Filho de Amintas III e Eurídice, era muito novo quando Alexandre II foi assassinado por Ptolomeu de Aloros, que desde então governou como regente. Pérdicas matou-o e tomou o trono.
Do reinado de Pérdicas temos muito pouca informação. Sabe-se apenas que ele estava em um momento envolvido em hostilidades com Atenas, em conta de Anfípolis, e que foi famoso por seu patrocínio aos homens de letras. Entre estes dizem-nos que Eufreu, um discípulo de Platão, levantou-se a um lugar mui alto em seu favor, da forma mais completa para governar o jovem rei, e excluiu da sua sociedade todos, mas os filósofos e geômetras.
Ele tentou reconquistar a parte superior da Macedônia,pertencente ao rei Bárdilis I da Ilíria, mas a expedição terminou em desastre, com o rei morto.
Pérdicas acabou por morrer numa batalha contra Bárdilis, e foi sucedido pelo seu jovem filho, Amintas IV. O trono foi usurpado em pouco tempo pelo irmão bem mais jovem de Pérdicas II, Filipe II.